# 西陵区
西陵区（せいりょう-く）は中華人民共和国湖北省宜昌市に位置する市轄区。

## 行政区画
- 街道:西陵街道、学院街道、雲集街道、西壩街道、葛洲壩街道、夜明珠街道、東苑街道、南苑街道、北苑街道、窯湾街道

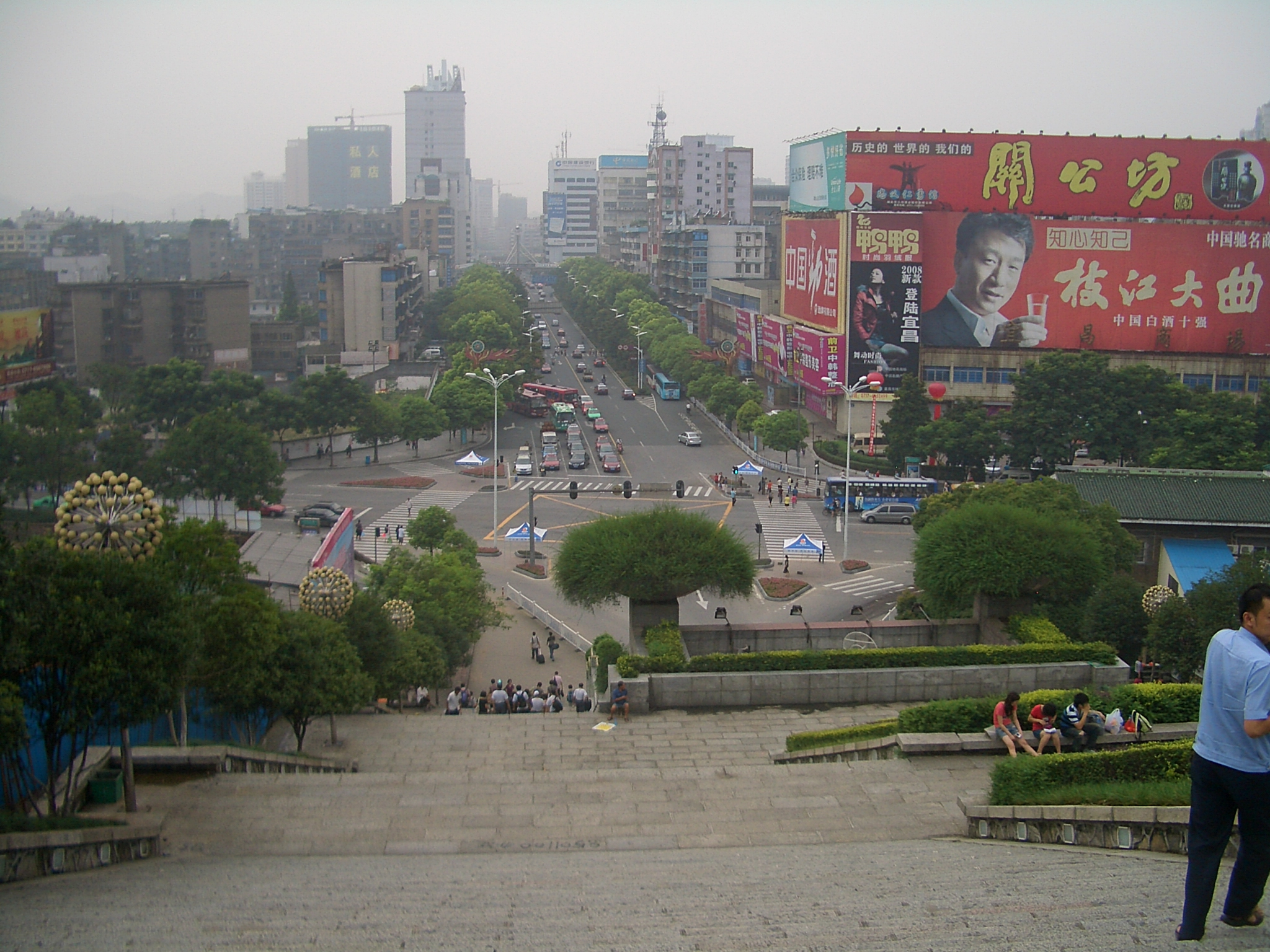
宜昌駅西口の駅前風景